# Lijst van afleveringen van The Inbetweeners
Dit is een lijst van afleveringen van de Britse televisieserie The Inbetweeners. De serie telt drie seizoenen.

## Overzicht
| Seizoen | Aantal afleveringen | Uitgezonden                    |  |
| ------- | ------------------- | ------------------------------ |  |
| 1       | 6                   | 1 mei – 29 mei 2008            |  |
| 2       | 6                   | 2 april – 7 mei 2009           |  |
| 3       | 6                   | 13 september – 18 oktober 2010 |  |

## Seizoen 1 (2008)
| Nr. | Aflevering | Titel        | Schrijver(s)                | Regisseur       | Uitzenddatum |  |
| --- | ---------- | ------------ | --------------------------- | --------------- | ------------ |  |
| 1 | 1          | First Day    | Damon Beesley & Iain Morris | Gordon Anderson | 1 mei 2008   |  |
| De serie start als Will zijn eerste dag op zijn nieuwe school heeft. Hij wordt gepest door medescholieren en beledigt het schoolhoofd. Later ontmoet hij de andere personages, Simon, Jay en Neil. Nadat hij hoort dat er 's avonds een feestje is in de pub besluit Will met hen mee te gaan. Om indruk te maken wil hij alcohol kopen, maar dat lukt niet en Will zorgt ervoor dat iedereen uit de pub gestuurd wordt. |            |              |                             |                 |              |  |
| 2 | 2          | Bunk Off     | Damon Beesley & Iain Morris | Gordon Anderson | 1 mei 2008   |  |
| Will en Simon bellen het schoolhoofd om te vertellen dat ze ziek zijn, maar ze gaan spijbelen met Jay en Neil. Nadat ze de hele middag alcohol hebben gedronken bij Neil thuis komt zijn vader onverwachts thuis. Later denkt Simon dat het een goed idee is om zijn liefde te betuigen door middel van graffiti. |            |              |                             |                 |              |  |
| 3 | 3          | Thorpe Park  | Damon Beesley & Iain Morris | Gordon Anderson | 8 mei 2008   |  |
| Simon moet rijexamen doen. De anderen zijn vol vertrouwen dat hij het haalt en bedenken wat ze kunnen doen als hij eenmaal zijn rijbewijs hebben. Ze besluiten naar het pretpark Thorpe Park te gaan, waar Neil werkt. |            |              |                             |                 |              |  |
| 4 | 4          | Girlfriend   | Damon Beesley & Iain Morris | Gordon Anderson | 15 mei 2008  |  |
| De vrienden bevinden zich op een populair feestje, en meer schokkend: Will krijgt aandacht van Charlotte Hinchcliffe. Ze gaan zelfs samen naar boven. Simon en Neil pesten Jay met zijn nieuwe vriend. Ook doet Neil mee aan een blind date op school. |            |              |                             |                 |              |  |
| 5 | 5          | Caravan Club | Damon Beesley & Iain Morris | Gordon Anderson | 22 mei 2008  |  |
| Jay nodigt zijn vrienden uit om naar de Caravan Club te komen. Na een paar sms'jes denkt Simon dat hij kans op seks heeft met een meisje van de Club. Will krijgt aandacht van een gothic meisje maar dit loopt niet zoals gewenst. |            |              |                             |                 |              |  |
| 6 | 6          | Xmas Party   | Damon Beesley & Iain Morris | Gordon Anderson | 29 mei 2008  |  |
| Het einde van het eerste semester komt in zicht en Will is hoofd van de organisatie van het kerstbal. Simon probeert zijn liefde te verklaren aan Carli. Neil heeft een oogje op de biologielerares. Jay komt zijn vrouwelijke versie tegen. |            |              |                             |                 |              |  |

## Seizoen 2 (2009)
| Nr. | Aflevering | Titel                    | Schrijver(s)                | Regisseur  | Uitzenddatum  |  |
| --- | ---------- | ------------------------ | --------------------------- | ---------- | ------------- |  |
| 7 | 1          | The Field Trip           | Damon Beesley & Iain Morris | Ben Palmer | 2 april 2009  |  |
| De vrienden hebben een excursie naar Swanage voor geografie en sociologie. Neil heeft deze vakken niet, maar mag toch mee als hij Meneer Kennedy, een vermoedelijke pedofiel, helpt. Will valt op het nieuwe meisje, Lauren, maar zij vindt Simon leuker wat tot spanningen leidt. Jay en Neil gaan op zoek naar de Swanage MILF, een vrouw die seks heeft met scholieren.                                      |            |                          |                             |            |               |  |
| 8 | 2          | Work Experience          | Damon Beesley & Iain Morris | Ben Palmer | 9 april 2009  |  |
| Het is valentijnsdag en Will vraagt aan Charlotte of zij de kaart en bloemen heeft ontvangen. Ze nodigt hem ook uit om mee te gaan naar een kinderdisco waar ze achter de bar staat. Ook moeten de vrienden een stage doen. Jay en Simon werken bij Jay z'n vader maar dat is niet zo leuk als gedacht. Will wilde bij de krant werken maar hij werd omgewisseld door Neil. Will moet nu bij een garage werken. |            |                          |                             |            |               |  |
| 9 | 3          | Will's Birthday          | Damon Beesley & Iain Morris | Ben Palmer | 16 april 2009 |  |
| Jay steelt een uitnodiging voor een sexy feest gegeven door een meisje van school. Dit feest is op dezelfde datum als de verjaardag van Will. Ze besluiten naar zijn verjaardag te gaan. Simon neemt de Franse uitwisselingstudent Patrice mee. Als zijn verjaardag niet loopt als gedacht besluiten ze toch naar het feest te gaan.                                                                            |            |                          |                             |            |               |  |
| 10 | 4          | Night Out in London      | Damon Beesley & Iain Morris | Ben Palmer | 23 april 2009 |  |
| Will besluit dat het tijd wordt om hun imago te verbeteren en uit te gaan in Londen. Jay en Neil zijn enthousiast, maar Simon vindt het niet zo'n goed idee. Hij verandert van mening als Carli en haar vriendin Rachel ook naar Londen gaan. |            |                          |                             |            |               |  |
| 11 | 5          | Duke of Edinburgh Awards | Damon Beesley & Iain Morris | Ben Palmer | 30 april 2009 |  |
| Will mag de nominatie van Duke of Edinburgh Award leiden van zijn school. Jay weigert te helpen, maar Simon en Neil zeggen hun hulp toe. Ze doen vrijwilligerswerk in een bejaardentehuis, voornamelijk omdat Will een oogje heeft op zijn voormalige babysitter Daisy. |            |                          |                             |            |               |  |
| 12 | 6          | Exam Time                | Damon Beesley & Iain Morris | Ben Palmer | 7 mei 2009    |  |
| Het is examentijd en Will overwerkt zichzelf en drinkt constant energiedrankjes. Simon houdt zich meer bezig met de voorbereiding van het examen van Carli. Jay is helemaal gek van zijn vriendin Chloe en Neil bereidt zich voor door computerspelletjes te spelen. |            |                          |                             |            |               |  |

## Seizoen 3 (2010)
| Nr. | Aflevering | Titel                      | Schrijver(s)                | Regisseur  | Uitzenddatum      |  |
| --- | ---------- | -------------------------- | --------------------------- | ---------- | ----------------- |  |
| 13 | 1          | The Fashion Show           | Damon Beesley & Iain Morris | Ben Palmer | 13 september 2010 |  |
| Aan het begin van het schooljaar organiseert Carli een modeshow voor het goede doel. De vier vrienden worden niet gevraagd om mee te helpen, tot Carli radeloos is en hun om hulp vraagt. Iets wat ze beter niet had kunnen doen.                                                                                          |            |                            |                             |            |                   |  |
| 14 | 2          | The Gig and the Girlfriend | Damon Beesley & Iain Morris | Ben Palmer | 20 september 2010 |  |
| Simon zit achter een meisje aan die een klas lager zit. Hij gaat met haar naar zijn eerste concert. Will, Jay en Neil gaan met hem mee en verpesten Simons kansen als ze voor het eerst drugs proberen. |            |                            |                             |            |                   |  |
| 15 | 3          | Will's Dilemma             | Damon Beesley & Iain Morris | Ben Palmer | 27 september 2010 |  |
| Simons grenzen worden getest als hij zoenen met zijn vriendin Tara moet betalen met het veranderen van zijn kledingstijl door haar. Will brengt tijd door met de vriendin van Tara voor een wederdienst. |            |                            |                             |            |                   |  |
| 16 | 4          | The Trip To Warwick        | Damon Beesley & Iain Morris | Ben Palmer | 4 oktober 2010    |  |
| Simon en zijn vriendin Tara bezoeken haar zus op de universiteit. De andere vrienden nodigen zichzelf uit, Will omdat hij wil kijken op zijn universiteit die hij als laatste zou kiezen, Jay omdat hij dan Simon seksadvies van een "expert" kan geven, en Neil omdat hij niets beter te doen heeft.                      |            |                            |                             |            |                   |  |
| 17 | 5          | Will Is Home Alone         | Damon Beesley & Iain Morris | Ben Palmer | 11 oktober 2010   |  |
| Wills moeder is een weekend weg met haar oude schoolvriend Fergus. Will is hierdoor alleen thuis en de andere jongens maken daar ten volste gebruik van. |            |                            |                             |            |                   |  |
| 18 | 6          | The Camping Trip           | Damon Beesley & Iain Morris | Ben Palmer | 18 oktober 2010   |  |
| Will organiseert een laatste uitje voor de groep voordat ze allemaal hun eigen weg gaan. De vier vrienden nemen de Fiat van Simon voor een kampeertochtje op het platteland. Will maakt gebruik van zijn scouting-ervaring, dat kan niet gezegd worden van Jay, Neil en Simon die niet voorbereid zijn op het buitenleven. |            |                            |                             |            |                   |  |